# Jacques Djoli
 (septembre 2021).
 Jacques Djoli Eseng'Ekeli, né à Boende le 26 octobre 1958, est un homme politique de la république démocratique du Congo et député national, élu de la circonscription de Boende dans la province de la Tshuapa,,,.

## Biographie
Jacques Djoli est né à Boende le 26 octobre 1958, élu député national dans la circonscription électorale de Boende dans la province de la Tshuapa, il est membre du parti politique Mouvement de libération du Congo (MLC).

## Parcours politique
En 2007, le professeur Jacques Djoli a été élu sénateur dans la circonscription de la Tshuapa. Il fut vice-président de la commission électorale nationale indépendante (Ceni) en 2011. Il est auteur du livre Droit constitutionnel (expérience congolaise),,.

## Études
Il est licencié en droit à l'université de Kinshasa (UNIKIN), docteur en droit à l'université de Paris I, de DESS en études stratégique et politiques de défense à Paris XIII, DEA en droit, société et institutions africaines à l'université de Perpignan.